# 호리 나오유키 (아즈치모모야마 시대)
호리 나오유키(일본어: 堀直之, 1585년 ~ 1642년 8월 5일)는 아즈치모모야마 시대부터 에도 시대 전기까지의 무장, 하타모토이다. 에도 막부에선 북정봉행, 사사봉행을 맡았다. 시야 호리가 시조.
나오유키는 호리 종가의 가로 오쿠다 나오마사의 아들이다. 자식은 나오카게 등이 있다.
| 전임 요네키쓰 다다마사 | 에도 북정봉행 | 후임 사카이 다다토모 |